# Pałac w Ponikwie (Ukraina)
Pałac w Ponikwie – wybudowany w 1811 roku przez Antoniego Kownackiego. Zniszczony w latach 1914–1918.